# Кузнєцова Віра Андріївна
Кузнєцова Віра Андріївна (до шлюбу — Сдобнікова) (6 жовтня 1907, Саратов, Російська імперія — 11 грудня 1994, Санкт-Петербург, Росія) — радянська і російська акторка театру і кіно. Лауреатка ряду кінофестивалів. Заслужена артистка РРФСР (1976).

## Життєпис
Народилася в Саратові, в 1925 році закінчила єдину трудову школу. Ще школяркою захопилася театром, з 1923 року займалася у вечірній театральній студії. Після смерті батька 1925 року переїхала до сестри в Ленінград.
Закінчила Ленінградську Робочу театральну студію Пролеткульту (1926). На сцені виступала з 1928 року.
19 листопада 1933 року, в будинку колишньої Голландської церкви на Невському проспекті, В. А. Кузнєцова з групою з двадцяти акторів зіграла прем'єру вистави «Скажені гроші» О. М. Островського. Поставив цей спектакль режисер Ісаак Кролль, учень В. Е. Меєргольда. Театр отримав назву «Новий». Таким чином, В. А. Кузнєцова стала співзасновницею Ленінградського Нового театру, на сцені якого служила з дня відкриття (з 1953 року — Ленінградський театр ім. Ленсовєта), зіграла десятки різнопланових ролей, зокрема — класичний репертуар (Поля («Міщани» М. Горького), Анна («На дні» М. Горького), Сандирєва («Щасливий день» О. Островського), Валя («Російські люди» К. Симонова), Данилова («Супутники» В. Панової), Ефімчик («Юність батьків»), Надія («Людина з рушницею» М. Погодіна), Ереміївна («Недоросток» Фонвізіна), Атуєва («Справа») тощо).
У роки війни Ленінградський Новий театр виїжджав на обслуговування частин Далекосхідного фронту і Військово-морського флоту, після 1943 року — на Урал, в Нижній Тагіл, а влітку 1944 року протягом 3-х місяців актриса була учасницею фронтової артистичної бригади, яка обслуговувала частини 2-го Білоруського фронту.
У 1933—1973 роках — акторка Ленінградського театру ім. Ленсовєта.
В кіно — з 1954 року, дебютувала головною роллю в картині «Велика родина» — в 1955 р. стала співлауреаткою у номінації «Найкращий акторський ансамбль» X Міжнародного Каннського кінофестивалю.
Виконавська майстерність акторки також була відзначена 1965 року спеціальним Призом XVIII Міжнародного Каннського кінофестивалю — за виконання головної ролі у фільмі «Жили-були старий зі старою» (1964).
З 1971 р. — штатна акторка кіностудії «Ленфільм». Втілювала на екрані образ матері, бабусі, героїнь з середовища дворянства та інтелігенції («Раба любові» (1975, Любов Андріївна, мати Ольги; реж. Микита Михалков), «Два капітани» (1976, Ніна Капитонівна) тощо). Зіграла більше 65 ролей у фільмах, серіалах і телеспектаклях.
Знялася в ряді українських кінокартин: «Юлька» (1972, Одеська кіностудія), «Розповіді про Кешку та його друзів» (1974, Одеська кіностудія), «Туфлі з золотими пряжками» (1976, Одеська кіностудія), «Рідні» (1977, т/ф, 2 с, к/студія ім. О. Довженка), «Море» (1978, Київська кіностудія), «По вулицях комод водили» (1978, Одеська кіностудія), «Якщо ворог не здається...» (1982, к/студія ім. О. Довженка), «Іванко і цар Поганин» (1984, Укртелефільм), «Подвиг Одеси» (1985, Одеська кіностудія), «Данило — князь Галицький» (1987, Одеська кіностудія), «Яри» (1990, т/ф, 4 с, Одеська кіностудія).
Похована на Большеохтінському кладовищі, поруч з чоловіком і молодшим сином Ю. А. Кузнєцовим (1945—1984).
Родина
- Чоловік: Кузнєцов Анатолій Іванович (1905—1954) — актор.
  - Син: Кузнєцов Всеволод Анатолійович (1928—2003) — народний артист РРФСР (1977), служив на сцені Ленінградського БДТ, багато знімався в кіно.
  - Син: Кузнєцов Юрій Анатолійович (1945—1984), помер від раку у віці 39 років.

## Фестивалі та премії
- 1955 — X Міжнародний Каннський кінофестиваль: лауреат у номінації «Найкращий акторський ансамбль» у фільмі «Велика родина» (1954, реж. Йосип Хейфиц)
- 1960 — Всесоюзний кінофестиваль у Мінську: диплом за фільм «Батьківський дім» (1959, реж. Лев Куліджанов)
- 1965 — XVIII Міжнародний Каннський кінофестиваль: спеціальний Приз за виконавську майстерність за виконання головної ролі у фільмі «Жили-були старий зі старою» (1964, реж. Григорій Чухрай)

## Фільмографія

### Ролі в кіно, серіалах, телеспектаклях
- «Велика родина» (1954, Агафія Карпівна Журбина; реж. Йосип Хейфиц)
- «Справа Румянцева»(1955, сусідка Румянцева; реж. Йосип Хейфіц)
- «Дорога правди» (1956, мати Соболєвої; реж. Ян Фрід)
- «Євгеній Онєгін» (1958, кріпачка (немає в титрах)
- «Батьківський дім» (1959, Наталя Овдіївна Буянова, рідна мати Тані; реж. Лев Куліджанов)
- «Сварка в Лукашах» (1959, Трофимова, мати Лізи)
- «Лагідна» (1960, Лукер'я)
- «Люблю тебе, життя!» (1960, Ксенія Григорівна Корнєєва, мати Тимофія)
- «Два життя» (1961, жінка в жакеті біля будинку Нащокіних (немає в титрах'')
- «Повінь» (1962, Проніна Анна Гаврилівна, голова колгоспу)
- «Усе залишається людям» (1963, Анна Павлівна; реж. Георгій Натансон)
- «Жили-були старий зі старою» (1964, Наталія Максимівна Гусакова, стара; реж. Григорій Чухрай)
- «Зимовий ранок» (1966, тітка Таня)
- «Доктор Солт їде» (1967, фільм-спектакль, Даффі)
- «Найкоротша ніч» (1967, фільм-вистава)
- «Перед бурею» (1968, фільм-спектакль, нянька)
- «Панове Головльови» (1969, фільм-спектакль, Улита)
- «Тільки три ночі» (1969, мати Люби)
- «Ці безневинні забави» (1969, старенька, володарка антикварної нецке (немає в титрах)
- «У Москві проїздом…» (1970, Клавдія Іванівна Ємельянова)
- «Підривники» (1970, мати Сергія)
- «Африканич» (1970, мати Нюші)
- «Хід білої королеви» (1971, мати Наташі)
- «Місяць серпень» (1971, Анна Матвіївна)
- «Даурія» (1971, Авдотья Улибіна, мати Романа)
- «Юлька» (1972, бабуся Юльки; Одеська кіностудія, реж. Костянтин Жук)
- «Така довга, довга дорога...» (1972, старенька в поїзді)
- «Приборкання вогню» (1972, мати Башкирцева)
- «Нам ніколи чекати» (1972, Хохлова)
- «Мічений атом» (1972, працівниця пошти)
- «Іжорський батальйон» (1972, тітка Даша)
- «Ура! В нас канікули!»/Hurra, wir haben Ferien! (1972, бабуся Валери; СРСР—НДР)
- «Старі стіни» (1973, бабуся; реж. В. Трегубович)
- «Кортик» (1973, Марія Гаврилівна Терентьєва)
- «Мачуха» (1973, Катерина Олексіївна, вчителька Шури)
- «Вічний поклик» (1973, т/с, Глафіра Дементіївна, нянечка в госпіталі, доглядала за Кир'яном (14, 16, 17 серії))
- «Розповіді про Кешку та його друзів» (1974, бабуся Ганнусі; Одеська кіностудія, реж. Радомир Василевський)
- «Фронт без флангів» (1974, бабуся Михайла)
- «Час її синів» (1974, Гуляєва, мати)
- «Сержант міліції» (1974, т/ф, Курушина Тетяна Григорівна, тітка Пєтухових)
- «Пам'ять» (1975, 1-я серія, баба Поля)
- «Раба любові» (1975, Любов Андріївна, мати Ольги; реж. Микита Михалков)
- «Два капітани» (1976, Ніна Капитонівна; реж. Євген Карелов)
- «Строгови» (1976, т/с, Дубровіна)
- «Туфлі з золотими пряжками» (1976, царська нянька; Одеська кіностудія, реж. Георгій Юнгвальд-Хількевич)
- «Рідні» (1977, т/ф, 2 с, Парасковія Іванівна Тарасова; к/студія ім. О. Довженка, реж. М. Ільїнський)
- «Трясовина» (1977, Корнакова; реж. Григорій Чухрай)
- «По вулицях комод водили» (1978, пасажирка трамваю, новела «Комод»; Одеська кіностудія, реж. Марк Генін, Микола Ковальський)
- «Море» (1978, Степанова; Київська кіностудія, реж. Леонід Осика)
- «Піна» (1979, мати Махоніна)
- «Пані Марія» (1979, Раїса Яценко)
- «Подорож в інше місто» (1979, Олена Францівна, бабуся на лавці біля під'їзду, де живе Ліна)
- «Кожен третій» (1980, Дроздова)
- «Життя моє — армія» (1980, Серафима Петрівна)
- «Особливо важливе завдання» (1980, Клавдія Тихонівна, квартирна хазяйка Кирилова (немає в титрах)
- «Якщо ворог не здається...» (1982, Устя Байда; к/студія ім. О. Довженка, реж. Тимофій Левчук)
- «Тривожний виліт» (1983, Катерина Павлівна, теща Курліхіна)
- «Іванко і цар Поганин» (1984, Марічка (стара); Укртелефільм, реж. Борис Небієрідзе)
- «Викрадення» (1984, Анна Василівна)
- «Смуга перешкод» (1984, Ольга Іванівна; реж. М. Туманішвілі)
- «Домкратчики» (1984, фільм-спектакль)
- «Подвиг Одеси» (1985, Віра Олександрівна, мати Леонідика; Одеська кіностудія, реж. Володимир Стрєлков)
- «Данило — князь Галицький» (1987, Єфросинія-Анна; реж. Ярослав Лупій).
- «Казка про закоханого маляра» (1987, придворна дама)
- «Висока кров» (1989, Надія Вікентіївна; СРСР—Польща)
- «Яри» (1990, т/ф, 4 с, Парамоновна (озвучила Марія Виноградова); Одеська кіностудія, реж. Валерій Ісаков)
- «Хміль» (1991, Секлетина Карпівна; реж. В. Трегубович) та ін.

### Озвучування
- «Маленький реквієм для губної гармошки»/ Väike reekviem suupillile (1972, Аманда, роль Salme Reek, «Талліннфільм»)
- «Зійти на берег»/ Maaletulek (1972, «Талліннфільм»)
- «Не бійся, не віддам!»/ Dunduriņš (1974, Ризька кіностудія)
- «Щоденник директора школи» (1975, Ксенія Миколаївна, роль Т. Горлової, «Ленфільм»)
- «Міс мільйонерка» (1987, баба Зіна, нянечка (немає в титрах), «Ленфільм»)